# Zbigniew Wassermann

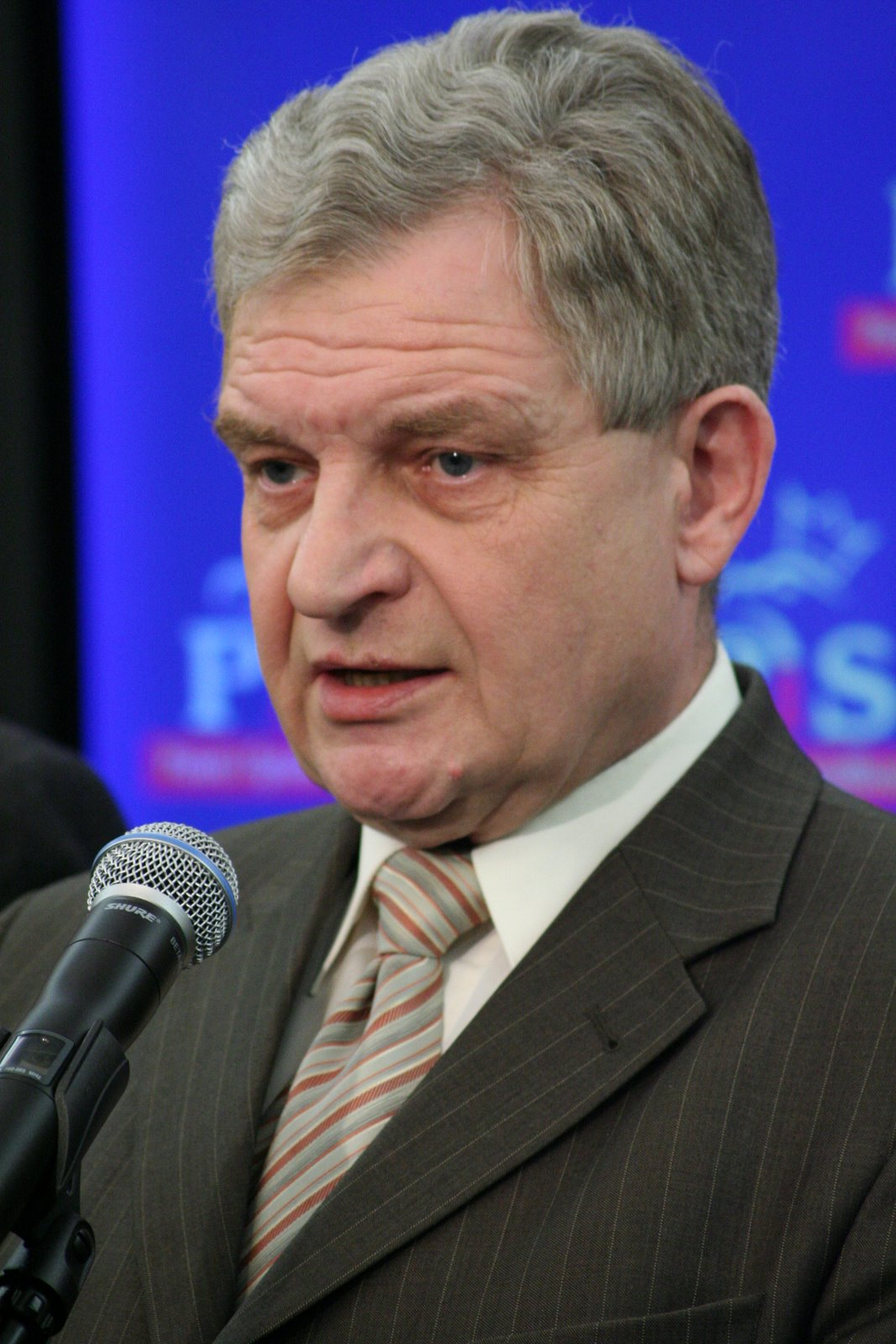
Zbigniew Wassermann

Zbigniew Franciszek Wassermann (Ausspracheⓘ; * 17. September 1949 in Krakau; † 10. April 2010 in  Smolensk, Russland) war ein polnischer Politiker (PiS), Jurist und Staatsanwalt. Von 2005 bis 2007 war er Geheimdienstminister in der Regierung unter Kazimierz Marcinkiewicz und danach der Regierung unter Jarosław Kaczyński. Er gehörte dem Sejm von 2001 bis 2010 in der IV., V. und VI. Wahlperiode an.

## Leben und Beruf
Im Jahre 1972 beendete er sein Studium der Rechtswissenschaften an der Jagiellonen-Universität in Krakau. Daraufhin arbeitete er zunächst in Chrzanów als Staatsanwalt, dann in Jaworzno, danach in Brzesko und zuletzt in seiner Heimatstadt Krakau. Von 1989 bis 1991 war er stellvertretender Provinzstaatsanwalt in Krakau. 1993 wechselte er in die Krakauer Berufungsstaatsanwaltschaft und wurde deren Pressesprecher. Seit 1992 gehörte er dem Krakauer Regionalvorstand der Vereinigung Polnischer Katholischer Juristen an und war von 1995 bis 2000 auch Mitglied des Zentralrats dieser Organisation.
Wassermann war verheiratet und hatte drei Kinder. Seine Tochter Małgorzata ist Abgeordnete des Sejm.

## Politik
Bei der Parlamentswahl 2001 wurde er über die Liste der neu gegründeten Partei Prawo i Sprawiedliwość (PiS) in den IV. Sejm gewählt. Bei den Wahlen 2005 und 2007 wurde er jeweils wiedergewählt. Von 2005 bis 2007 war er Geheimdienstminister in der Regierung unter Kazimierz Marcinkiewicz und danach der Regierung unter Jarosław Kaczyński.
Am 10. April 2010 gehörte Wassermann zu einer polnischen Delegation um den Staatspräsidenten Lech Kaczyński, die anlässlich des siebzigsten Jahrestages des Massakers von Katyn zur Gedenkstätte nach Russland reisen sollte. Bei einem Flugunfall der Delegation nahe dem Militärflugplatz Smolensk-Nord kam er jedoch gemeinsam mit weiteren hochrangigen Repräsentanten Polens ums Leben.

## Ehrungen
Postum wurde Wassermann am 16. April 2010 das Komturkreuz des Ordens Polonia Restituta (Krzyż Komandorski Orderu Odrodzenia Polski) verliehen.